# Själevads distrikt
Själevads distrikt är ett distrikt i Örnsköldsviks kommun och Västernorrlands län. Distriktet ligger omkring Själevad i östra Ångermanland och omfattar bland annat de nordvästra, västra och södra delarna av tätorten Örnsköldsvik. Befolkningsmässigt är distriktet landskapets största distrikt.

## Tidigare administrativ tillhörighet
Distriktet inrättades 2016 och utgörs av Själevads socken i Örnsköldsviks kommun.
Området motsvarar den omfattning Själevads församling hade 1999/2000.

## Tätorter och småorter
I Själevads distrikt finns två tätorter och sex småorter.

### Tätorter
- Billsta
- Örnsköldsvik (del av)

### Småorter
- Gullvik
- Gärdal
- Nordanås
- Nötbolandet (del av)
- Norrvåge
- Åsliden och Krokstaliden